# Krosnowa (przystanek kolejowy)
Krosnowa – przystanek kolejowy w Krosnowej, w województwie łódzkim, w Polsce. Znajdują się tu 2 perony.

## Ruch pasażerski[1]
| Rok  | Wymiana pasażerska na dobę | Miejsce w Polsce |
| ---- | -------------------------- | ---------------- |
| 2017 | 200-299                    | bd.              |
| 2018 | 200-299                    | bd.              |
| 2019 | 200-299                    | 761.             |
| 2020 | 150-199                    | 722.             |
| 2021 | 150-199                    | 822.             |
| 2022 | 200-299                    | 853.             |
| 2023 | 200-299                    | 893.             |
| 2024 | 200-299                    | 985.             |